# Anosmi
Anosmi är oförmåga att förnimma doft. Termen kommer av grekiskans nekande ἀ och ὀσμή, osme, "lukt". 

## Uppkomst
Anosmi kan ha såväl ärftliga som sociala orsaker och kan vara antingen permanent eller tillfällig.
Tillfällig anosmi orsakas oftast av vanlig snuva eller infektion i bihålorna, så kallad bihåleinflammation (sinuit). Luktförmågan kommer dock tillbaka någon dag efter tillfrisknande och tillståndet föranleder ingen vidare utredning. Tillfällig anosmi kan även orsakas av långvarigt bruk av näsdroppar innehållande kortikosteroider, till exempel Nasonex. Luktsinnet kommer dock i regel tillbaka någon månad efter avslutat bruk på grund av nybildning av luktkänsliga celler i luktepitelet.
Permanent anosmi uppkommer exempelvis genom trauma mot skallen så att luktnerven, nervus olfactorius (CN I), tar skada i sitt genomlopp genom benet i lamina cribrosa. Luktsinnet kommer då sällan eller aldrig tillbaka. Även tumörer som uppstår ur eller påverkar luktbanor i centrala nervsystemet kan orsaka anosmi. Anosmi är också ofta ett tidigt symtom vid Parkinsons sjukdom, och uppkommer då på grund av degeneration av nervceller i luktbulben. Det sällsynta medfödda tillståndet Kallmanns syndrom karakteriseras av hypogonadotrop hypogonadism och permanent anosmi.
Anosmi kan även vara medfödd, så kallat kongenital, och beräknas förekomma vid en födelse per 5 000–10 000 födslar.

## Diagnostik
För att utreda en eventuell permanent anosmi görs ett luktprov. Patienten får lukta på ett tiotal provrör innehållande olika vanliga dofter såsom lavendel, kanel, tallbarr, enbär med flera. Anosmi kan fastslås när patienten ej känner vilka lukter som är i provrören. Även en svag ammoniaklösning används, men denna retar istället sensoriska nerver i nässlemhinnan och leder till impulser i trigeminusnerven (CN V), och skall därför ge positivt resultat även vid anosmi.